# 1912 au Québec
Cet article traite des événements survenus en 1912 au Québec. 

## Événements
- La création de l'Asbestos Corporation of Canada fait suite à la réorganisation de l'Amalgamated Asbestos Corp, une entreprise fondée en 1909 qui regroupait cinq producteurs d'amiante[1].

### Janvier
- 4 janvier : Québec annonce la prochaine construction d'un chemin de fer reliant Baie-Saint-Paul à Chicoutimi[2].
- 9 janvier : ouverture de la quatrième session de la 12e législature (en). Le premier ministre Lomer Gouin annonce qu'il consacrera 10 millions de dollars à la voirie rurale au cours des prochaines années[3].
- 25 janvier : le budget du trésorier Peter Mackenzie annonce des dépenses de plus de 8 000 000 $ pour l'année 1912[3].

### Février
- 1er février : Louis-Arsène Lavallée est élu maire de Montréal par plus de 12 000 voix de majorité sur son adversaire Georges Marcil[4].
- 11 février : à Québec, le maire Olivier-Napoléon Drouin est réélu par acclamation[5].
- 19 février : le gouvernement Borden présente la loi du Keewatin qui augmente la superficie de la frontière du Manitoba mais ne garantit pas les droits des francophones sur cette partie du territoire[6].
- 27 février : Ottawa autorise l'annexion du territoire de l'Ungava par le Québec[7]

### Mars
- 12 mars : adoption de la loi du Keewatin à la Chambre des communes[8].
- 13 mars : les Bulldogs de Québec remportent leur première Coupe Stanley face à Moncton[9].
- 28 mars : adoption de la loi de l'Ungava à la Chambre des Communes[10].

### Avril
- 3 avril : la session est prorogée. Le premier ministre québécois Lomer Gouin fait adopter la loi faisant passer le nombre de sièges de 74 à 81 à l'Assemblée législative[3].

- 15 avril :
  - le Titanic fait naufrage à 500 milles des côtes de Terre-Neuve. Parmi les victimes ayant vécu au Québec, citons William Hays, président du Grand Tronc, et l'homme d'affaires Harry Markland Molson, arrière-petit-fils du fondateur de la brasserie Molson. Le sculpteur français, Paul Chevré, créateur du monument de Samuel de Champlain sur la Terrasse Dufferin, était également passager sur le Titanic mais il a survécu en embarquant dans la chaloupe no 7[11].
  - Lomer Gouin annonce des élections générales pour le 15 mai[12].

### Mai
- Mai : la colonisation de l'Abitibi commence. Trois cents personnes s'établissent dans la région d'Amos[13].
- 15 mai :
  - le Parti libéral de Lomer Gouin est facilement réélu avec 61 candidats élus contre 17 conservateurs et 2 candidats indépendants. Le député nationaliste Armand Lavergne est réélu dans Montmagny[14].
  - le district de l'Ungava est officiellement intégré au Québec[15].

### Juin

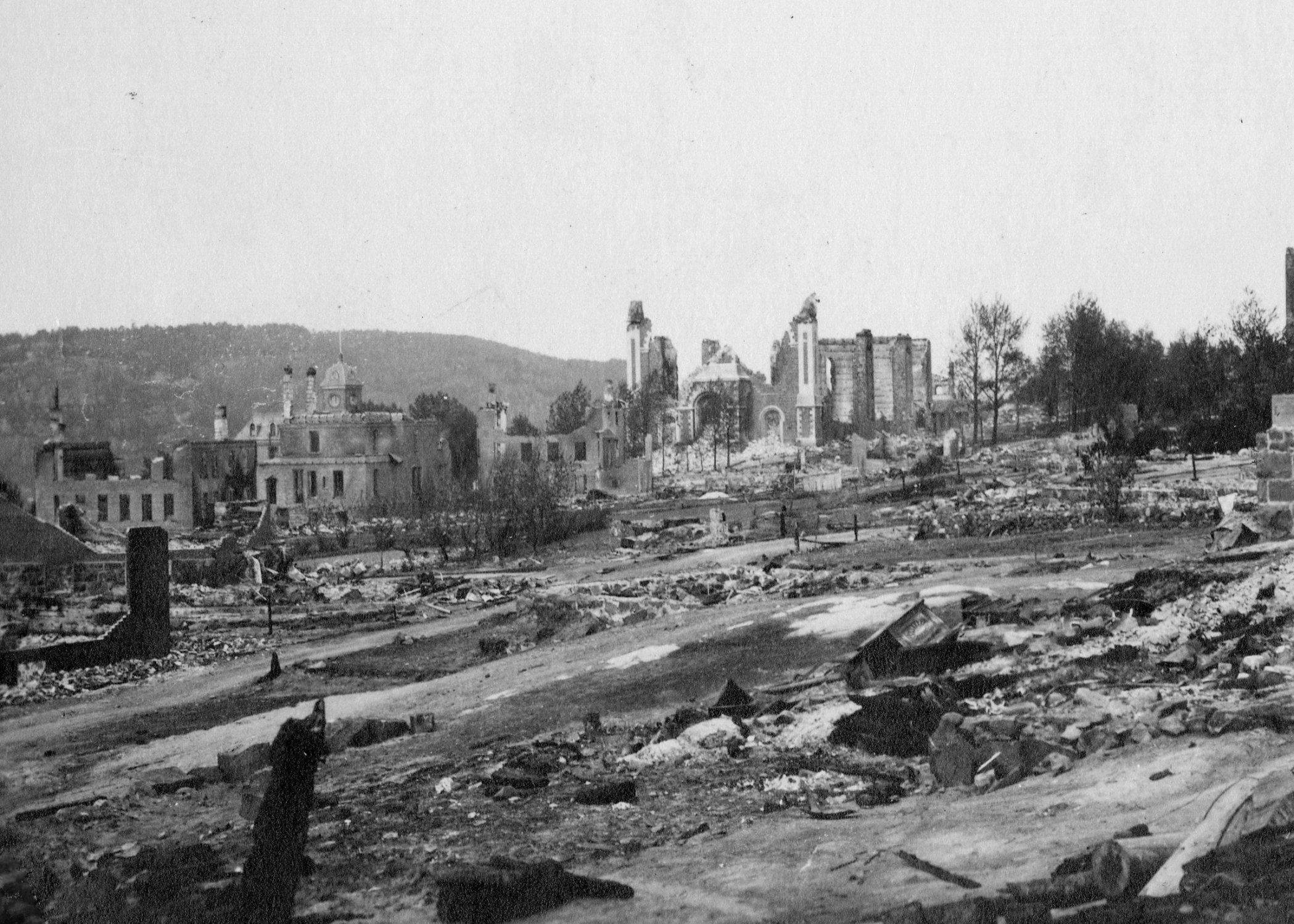
Après l'incendie de Chicoutimi

- 24 au 30 juin : le premier Congrès de langue française se tient à Québec[16].
- 25 juin :
  - inauguration du monument d'Honoré Mercier face au Parlement de Québec[3].
  - un énorme incendie à Chicoutimi détruit la cathédrale, le séminaire, le Château Saguenay et une centaine de maisons. Les dégâts sont évalués à 773 000 $[17].

### Juillet
- 10 juillet : lors des Jeux olympiques de Stockholm, le Montréalais George Hodgson remporte la médaille d'or à la nage au 1 500 mètres style libre[18].
- 15 juillet : le ministre Joseph-Édouard Caron remporte les élections partielles aux Îles-de-la-Madeleine[3].

### Août
- 20 août : les tailleurs de pierre du pont de Québec se mettent en grève. Ils demandent 27 $ par semaine[19].

### Septembre
- 26 septembre : le gouvernement ontarien adopte le Règlement 17, n'autorisant plus qu'une heure de français par jour dans les écoles fréquentées par les francophones. Toutes les écoles seront désormais sous la gouverne d'inspecteurs anglo-protestants. Les Franco-Ontariens perdent ainsi leurs droits de faire étudier leurs enfants dans leur langue maternelle[20].

### Octobre
- 10 octobre : les commissions scolaires francophones ontariennes demandent l'abrogation du Règlement 17[21].
- 16 octobre : le député libéral Joseph-Léonide Perron remporte l'élection partielle de Verchères[22].
- 19 octobre : le monument de François-Xavier Garneau est inauguré à Québec[3].
- 22 octobre : le ministre conservateur Frederick Debartzch Monk démissionne du cabinet fédéral pour protester contre le refus du gouvernement Borden de faire un référendum sur la marine[23].

### Novembre
- 5 novembre : ouverture de la première session de la 13e législature (en)[3].
- 15 novembre : création de la commission de géographie[24].
- 18 novembre : lors du discours du budget, le trésorier Peter Mackenzie annonce un excédent budgétaire de 683 500 $[3].

### Décembre
- 2 décembre : le gouvernement Gouin autorise un crédit de 5 000 $ pour le tableau de Charles Huot qui doit être installé au-dessus du fauteuil de l'orateur de l'Assemblée législative[3].
- 5 décembre :
  - premier toponyme accepté par la Commission de géographie: « L'Anse-à-Beaufils »[25].
  - le premier ministre canadien Robert Borden dépose son projet de loi sur la marine autorisant un don de 35 millions de dollars à la Grande-Bretagne pour la construction de trois navires de guerre[26].
- 9 décembre : le gouverneur général du Canada, le prince Arthur du Royaume-Uni, duc de Connaught et Strathearn, inaugure le nouveau musée de l'Art Association of Montreal (Musée des beaux-arts de Montréal) de la rue Sherbrooke devant 3 000 personnes présentes pour l'occasion[27].
- 21 décembre : la session provinciale est prorogée. Elle a surtout été caractérisée par l'adoption de projets de lois privées[28].

## Naissances
- Léo Arbour (sculpteur) († 24 janvier 2003)
- Maurice Raymond (peintre) († 20 mars 2006)
- 9 janvier - Juliette Huot (actrice) († 16 mars 2001)
- 4 février - Louis-Albert Vachon (personnalité religieuse) (29 septembre 2006)
- 21 mars - André Laurendeau (journaliste et homme politique) († 11 juin 1968)
- 5 mai - Louis-René Beaudoin (avocat et homme politique) (21 février 1970)
- 8 juin - Maurice Bellemare (homme politique) († 15 juin 1989)
- 10 juin - Jean Lesage (premier ministre du Québec) († 12 décembre 1980)
- 12 juin - William Cowley (joueur de hockey) († 31 décembre 1993)
- 2 juillet - René Bégin (homme politique) (18 novembre 1980)
- 12 juillet - Gustave Blouin (fabricant et homme politique) († 14 avril 2002)
- 14 juillet - Northrop Frye (critique littéraire) († 23 janvier 1991)
- 21 juillet - Jean-Charles Bonenfant (journaliste) († 5 octobre 1977)
- 13 août - Pierre Angers (enseignant) († 26 décembre 2005)
- 13 septembre - Clément Marchand (écrivain) († 22 avril 2013)
- 1 octobre - Laurier Baillargeon (homme d'affaires et homme politique)  († 22 mai 1994)
- 5 décembre - Gérard Dion (enseignant) († 6 novembre 1990)

## Décès
- 4 janvier - Jean-Baptiste Lafrenière (musicien) (º 1874)
- 7 février - Arthur Norreys Worthington (chirurgien, médecin et homme politique fédéral) (º 17 février 1862)
- 13 mars - Eugène-Étienne Taché (architecte) (º 24 octobre 1836)
- 15 avril - Harry Markland Molson (entrepreneur et ancien maire de Dorval) (º 9 août 1856)
- 4 juin - Alphonse Desjardins (homme politique) (º 6 mai 1841)
- 29 juin - Louis-Napoléon Asselin (homme politique) (º 22 juillet 1850)
- 12 septembre - Richard Wilson-Smith (ancien maire de Montréal) (º 1852)
- 10 novembre - Louis Cyr (athlète) (º 10 octobre 1863)